# البريحاء (تبن)

تعديل مصدري - تعديل

البريحاء هي إحدى قرى عزلة الحوطة بمديرية تبن التابعة لمحافظة لحج، بلغ تعداد سكانها 176 نسمة حسب تعداد اليمن لعام 2004.